# 1942 Jablunka
Az 1942 Jablunka (ideiglenes jelöléssel 1972 SA) a Naprendszer kisbolygóövében található aszteroida. Luboš Kohoutek fedezte fel 1972. szeptember 30-án.